# El Espartero
Manuel García Cuesta (Sevilla, 18 de enero de 1865 - Madrid, 27 de mayo de 1894), más conocido como El Espartero, fue un torero español que resultó muerto a los 29 años tras una cornada infligida cuando entraba a matar, por el toro «Perdigón» de la ganadería de Miura en la Plaza de Toros de Madrid.

## Biografía
Su verdadero nombre fue Manuel García Cuesta, el apodo El Espartero procede de la actividad profesional de su padre, que poseía una espartería en la Plaza de la Alfalfa de Sevilla.
Tomó la alternativa en la Plaza de toros de Sevilla el 13 de septiembre de 1885 de manos de Antonio Carmona, conocido como «El Gordito». Pronto se convirtió en uno de los toreros más populares de su tiempo y sobre él se contaban mil anécdotas, como las célebres frases que se le atribuyen: «Más cornás da el hambre» que pronunció cuando un banderillero le advirtió sobre las dificultades de un animal y «Que alegría tenía aquel toro, en menos de cinco minutos me tiró más de cincuenta cornás», mientras dialogaba con el cirujano que le atendía de una gravísima cornada.
Tenía fama de generoso, muchos comentaban que su bolsa se llenaba rápidamente y enseguida se vaciaba de nuevo por sus donativos. Uno de sus pases más característicos era citar al toro de lejos con la muleta plegada en alto, para luego desplegarla a medida que el animal avanzaba. Muchos años después otro torero sevillano, Pepe Luis Vázquez lo ejecutó de la misma manera, según las explicaciones que recibió de su abuelo que había pertenecido a su cuadrilla.
Tras su muerte, el cadáver embalsamado fue trasladado de Madrid a Sevilla, donde lo esperaban junto a su viuda Celsa Fonfrede más de seis mil personas, el gremio de cocheros acordó trasladar gratuitamente al público al Cementerio de San Fernando de Sevilla donde se celebró el entierro. El paso del cortejo fúnebre fue presenciado por una gran multitud y 20.000 personas, la mayoría mujeres, pasaron ante el cuerpo del diestro en la capilla fúnebre. En su tumba, se representa simbólicamente la muerte con una columna rota por la mitad.
Varios escritores se han servido de la vida de El Espartero para sus narraciones, como Vicente Blasco Ibáñez en su novela Sangre y Arena, Fernando Villalón, que le dedicó un poema, y el periodista y escritor Fernando Martínez, que relata su vida en la novela La tarde más larga, publicada por Editorial Almuzara.